# 일본의 기 목록
다음은 일본의 기의 목록이다.

## 국기
| 기 | 이름                          | 사용기간                          |
| -- | ----------------------------- | --------------------------------- |
|    | 일본의 국기                   | 1999년 8월 13일 ~                 |
|    | 일본 제국의 국기, 일본의 국기 | 1870년 2월 27일 ~ 1999년 8월 13일 |

## 과거의 기
| 기 | 이름                         | 사용기간                |
| -- | ---------------------------- | ----------------------- |
|    | 도쿠가와 막부의 기           | 19세기                  |
|    | 류큐국의 기                  | 1869년 ~ 1875년         |
|    | 한국통감부의 기              | 1905년 ~ 1910년         |
|    | 군정기 당시의 상선기         | 1945년 ~ 1952년         |
|    | 오키나와의 제안된 기         | 1950년 1월 ~ 1950년 3월 |
|    | 미군 점령 하의 오키나와의 기 | 1952년 ~ 1967년         |

## 황실기
| 기 | 이름       | 사용기간 |
| -- | ---------- | -------- |
|    | 천황기     | 1868년 ~ |
|    | 섭관기     | 1926년 ~ |
|    | 황후기     | 1926년 ~ |
|    | 황태자기   | 1926년 ~ |
|    | 황태자비기 | 1926년 ~ |
|    | 황족기     | 1926년 ~ |

## 군사기
| 기 | 이름                  | 사용기간        |
| -- | --------------------- | --------------- |
|    | 육상자위대의 기       | 1954년 ~        |
|    | 일본 제국 육군의 기   | 1870년 ~ 1945년 |
|    | 해상자위대의 기       | 1954년 ~        |
|    | 일본 제국 해군의 기   | 1889년 ~ 1945년 |
|    | 항공자위대의 기       | 2001년 ~        |
|    | 항공자위대의 기       | 1972년 ~ 2001년 |
|    | 항공자위대의 기       | 1957년 ~ 1972년 |
|    | 내각총리대신의 기     | 1972년 ~        |
|    | 내각총리대신의 해상기 | 1972년 ~        |
|    | 방위대신의 기         | 1972년 ~        |
|    | 방위대신의 해상기     | 1972년 ~        |
|    | 방위부대신의 기       | 1972년 ~        |
|    | 방위부대신의 해상기   | 1972년 ~        |

## 해상보안청기
| 기 | 이름            | 사용기간 |
| -- | --------------- | -------- |
|    | 해상보안청의 기 | 1951년 ~ |

## 기타
| 기 | 이름       | 사용기간        |
| -- | ---------- | --------------- |
|    | 안전기     | 1919년 ~        |
|    | 안전위생기 | 1953년 ~        |
|    | 노동위생기 | 1965년 ~        |
|    | 우편기     | 1887년 ~        |
|    | 우편기     | 1872년 ~ 1887년 |
|    | 세관기     | 1892년 ~        |